# Pays réservé de Catzenellenbogen

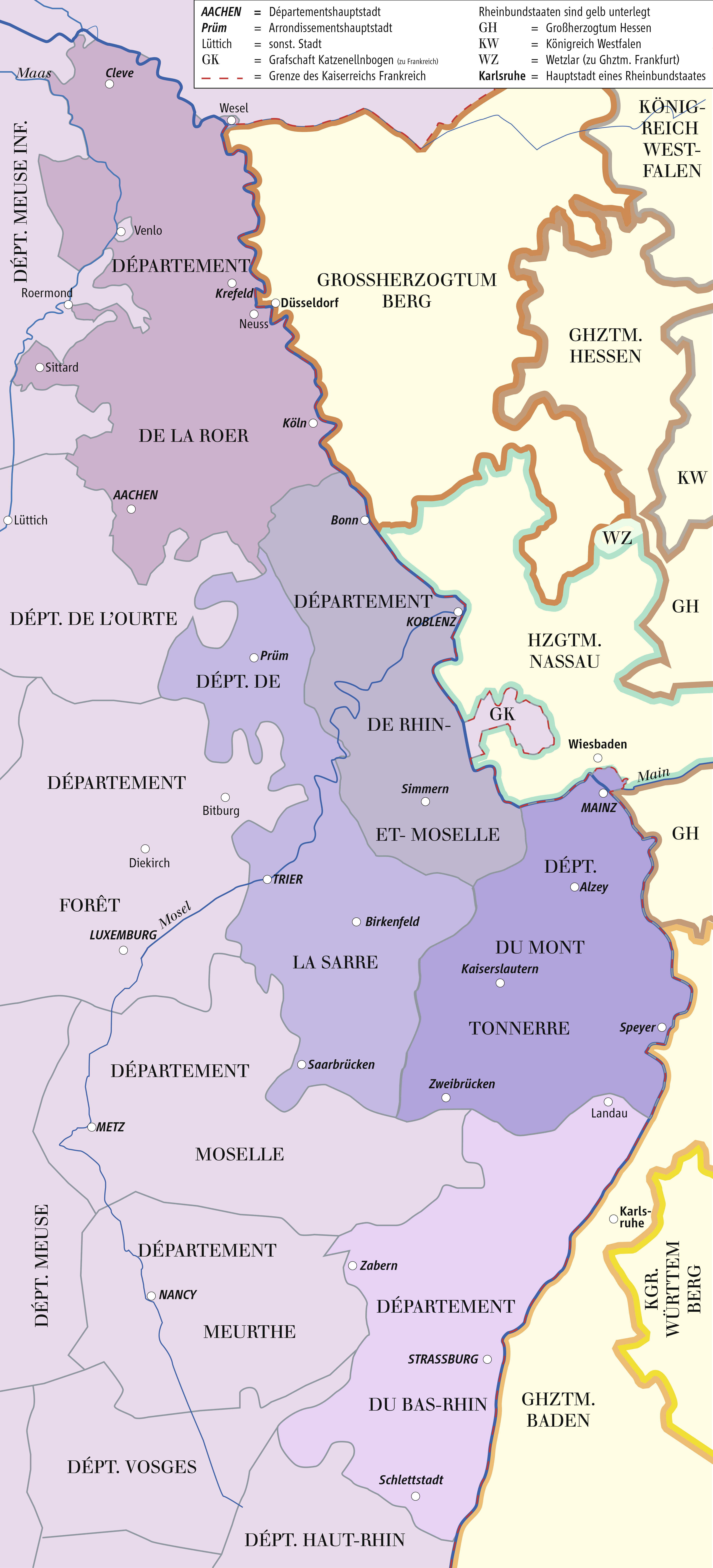
Das pays réservé, eingezwängt zwischen Nassau und den linksrheinischen Departements, ist mit GK markiert

Das Pays réservé de Catzenellenbogen war ein Territorium, das 1806 im Zusammenhang mit der Bildung des Rheinbundes von Kaiser Napoleon aus rechtsrheinischen Teilen der Niedergrafschaft Katzenelnbogen gebildet wurde. Das annektierte Gebiet stand bis dahin unter der Landeshoheit der Landgrafen von Hessen-Kassel und wurde seit dem 17. Jahrhundert von deren Nebenlinie Hessen-Rotenburg als teilselbständiges Territorium regiert. Die französische Verwaltung des Gebietes endete 1813. Das Territorium umfasste Teile der heutigen Landkreise Rheingau-Taunus-Kreis in Hessen und Rhein-Lahn-Kreis in Rheinland-Pfalz.

## Geschichte
Die Niedergrafschaft Katzenelnbogen bestand im Jahr 1806 nur noch aus dem rechtsrheinischen Teil, der unter der Landeshoheit vom Hessen-Kassel und der Mitherrschaft von Hessen-Rotenburg stand. Das linksrheinische Gebiet der Niedergrafschaft war im Ersten Koalitionskrieg 1794 besetzt und von 1798 bis 1814 dem französischen Rhein-Mosel-Departement zugeordnet worden. Beim Vorrücken der Franzosen an den Rhein wurden die hessischen Zentralbehörden der Niedergrafschaft von Sankt Goar nach Langenschwalbach verlegt. Die hessen-darmstädtischen Teile der Niedergrafschaft waren bereits 1803 im Reichsdeputationshauptschluss an Nassau-Usingen abgetreten worden.
Napoleon wollte über das Territorium jederzeit frei verfügen können, ließ es am 20. November 1806 militärisch besetzen und von dem Kaiserlichen Präfekturrat Balthasar Pietsch in Langenschwalbach hoheitlich verwalten. Dem Landgrafen von Hessen-Rotenburg verblieb nur die Nutzung seiner allodialen Besitzungen, für die er fortan wie alle Bürger Steuern zahlen musste. Pietsch ließ in Verwaltung und Rechtspflege vieles mit Augenmaß beim Alten. Als Neuerung führte er aber eine fortschrittliche Schulordnung ein.
Der besondere Status des Pays réservé endete am 1. November 1813 mit dem Rückzug der napoleonischen Truppen aus den rechtsrheinischen Gebieten. Am 6. November 1813 wurde die Verwaltung in dem bisherigen Pays réservé dem Generalgouvernement Frankfurt als provisorische Übergangsverwaltung zugeteilt. Schon am 2. Dezember 1813 trat Kurfürst Wilhelm I. von Hessen durch Vertrag mit Österreich und dessen Alliierten wieder in seine Rechte ein.
Nach dem Wiener Kongress (1815) verblieb das Gebiet zunächst bei Hessen. In einem Vertrag vom 31. Mai 1815 erklärte Preußen gegenüber Nassau, falls ein vorgesehener Gebietstausch zwischen Hessen und Preußen zustande kommt, dieses Gebiet anschließend an das Herzogtum Nassau abzutreten. Am 16. Oktober 1815 erfolgte die Abtretung an das Königreich Preußen und am 17. Oktober 1816 die Besitzergreifung durch das Herzogtum Nassau.

## Zugehörende Ortschaften
Die Niedergrafschaft Katzenelnbogen hatte im Jahr 1805 einen Umfang von sechs Quadratmeilen, rund 330 Quadratkilometer, mit 19.187 Einwohnern und 95.600 Gulden Einkünften. Zu ihr gehörten seit dem Reichsdeputationshauptschluss 1803 bzw. während der Zeit von 1806 bis 1816 insgesamt 72 Orte. Die Zuordnung nach Ämtern war während der Zeit der französischen Verwaltung aufgehoben.
| Ort                     | Amt         | Kirchspiel        | heutiges Land   | heutiger Kreis        | heutige Gemeinde                 |
| ----------------------- | ----------- | ----------------- | --------------- | --------------------- | -------------------------------- |
| Algenroth               | Hohenstein  | Zorn              | Hessen          | Rheingau-Taunus-Kreis | Heidenrod–Algenroth              |
| Auel                    | Reichenberg | Reichenberg       | Rheinland-Pfalz | Rhein-Lahn-Kreis      | Auel                             |
| Bärstadt                | Hohenstein  | Bärstadt          | Hessen          | Rheingau-Taunus-Kreis | Schlangenbad–Bärstadt            |
| Berndroth               | Hohenstein  | Laufenselden      | Rheinland-Pfalz | Rhein-Lahn-Kreis      | Berndroth                        |
| Bettendorf              | Nastätten   | Obertiefenbach    | Rheinland-Pfalz | Rhein-Lahn-Kreis      | Bettendorf                       |
| Bogel                   | Reichenberg | Ruppertshofen     | Rheinland-Pfalz | Rhein-Lahn-Kreis      | Bogel                            |
| Bornich                 | Rheinfels   | Bornich           | Rheinland-Pfalz | Rhein-Lahn-Kreis      | Bornich                          |
| Buch                    | Nastätten   | Buch              | Rheinland-Pfalz | Rhein-Lahn-Kreis      | Buch                             |
| Casdorf                 | Reichenberg | Ruppertshofen     | Rheinland-Pfalz | Rhein-Lahn-Kreis      | Kasdorf                          |
| Dickschied              | Hohenstein  | Zorn              | Hessen          | Rheingau-Taunus-Kreis | Heidenrod–Dickschied             |
| Diethardt               | Hohenstein  | Diethardt         | Rheinland-Pfalz | Rhein-Lahn-Kreis      | Diethardt                        |
| Egenroth                | Nastätten   | Grebenroth        | Hessen          | Rheingau-Taunus-Kreis | Heidenrod–Egenroth               |
| Ergeshausen             | Nastätten   | Kördorf           | Rheinland-Pfalz | Rhein-Lahn-Kreis      | Ergeshausen                      |
| Eschbach                | Reichenberg | Weyer             | Rheinland-Pfalz | Rhein-Lahn-Kreis      | Eschbach                         |
| Fischbach               | Hohenstein  | Bärstadt          | Hessen          | Rheingau-Taunus-Kreis | Bad Schwalbach–Fischbach         |
| Grebenroth              | Nastätten   | Grebenroth        | Hessen          | Rheingau-Taunus-Kreis | Heidenrod–Grebenroth             |
| Hausen vor der Höhe     | Hohenstein  | Bärstadt          | Hessen          | Rheingau-Taunus-Kreis | Schlangenbad–Hausen vor der Höhe |
| Heimbach                | Hohenstein  | Langenschwalbach  | Hessen          | Rheingau-Taunus-Kreis | Bad Schwalbach–Heimbach          |
| Herold                  | Nastätten   | Kördorf           | Rheinland-Pfalz | Rhein-Lahn-Kreis      | Herold                           |
| Hettenhain              | Hohenstein  | Bärstadt          | Hessen          | Rheingau-Taunus-Kreis | Bad Schwalbach–Hettenhain        |
| Hilgenroth              | Hohenstein  | Zorn              | Hessen          | Rheingau-Taunus-Kreis | Heidenrod–Hilgenroth             |
| Himmighofen             | Reichenberg | Ruppertshofen     | Rheinland-Pfalz | Rhein-Lahn-Kreis      | Himmighofen                      |
| Hohenstein              | Hohenstein  | Hohenstein        | Hessen          | Rheingau-Taunus-Kreis | Hohenstein–Burg Hohenstein       |
| Holzhausen an der Haide | Hohenstein  | Holzhausen        | Rheinland-Pfalz | Rhein-Lahn-Kreis      | Holzhausen an der Haide          |
| Holzhausen über Aar     | Hohenstein  | Holzhausen        | Hessen          | Rheingau-Taunus-Kreis | Hohenstein–Holzhausen            |
| Huppert                 | Hohenstein  | Kemel             | Hessen          | Rheingau-Taunus-Kreis | Heidenrod–Huppert                |
| Kehlbach                | Nastätten   | Bachheim          | Rheinland-Pfalz | Rhein-Lahn-Kreis      | Kehlbach                         |
| Kemel                   | Hohenstein  | Kemel             | Hessen          | Rheingau-Taunus-Kreis | Heidenrod–Kemel                  |
| Kördorf                 | Nastätten   | Kördorf           | Rheinland-Pfalz | Rhein-Lahn-Kreis      | Kördorf                          |
| Langenschwalbach        | Hohenstein  | Langenschwalbach  | Hessen          | Rheingau-Taunus-Kreis | Bad Schwalbach                   |
| Langenseifen            | Hohenstein  | Bärstadt          | Hessen          | Rheingau-Taunus-Kreis | Bad Schwalbach–Langenseifen      |
| Langschied              | Nastätten   | Grebenroth        | Hessen          | Rheingau-Taunus-Kreis | Heidenrod–Langschied             |
| Laufenselden            | Hohenstein  | Laufenselden      | Hessen          | Rheingau-Taunus-Kreis | Heidenrod–Laufenselden           |
| Lautert                 | Nastätten   | Oberwallmenach    | Rheinland-Pfalz | Rhein-Lahn-Kreis      | Lautert                          |
| Lierschied              | Reichenberg | Lierschied        | Rheinland-Pfalz | Rhein-Lahn-Kreis      | Lierschied                       |
| Lindschied              | Hohenstein  | Langenschwalbach  | Hessen          | Rheingau-Taunus-Kreis | Bad Schwalbach–Lindschied        |
| Lollschied              | Reichenberg | Pohl              | Rheinland-Pfalz | Rhein-Lahn-Kreis      | Lollschied                       |
| Mappershain             | Nastätten   | Grebenroth        | Hessen          | Rheingau-Taunus-Kreis | Heidenrod–Mappershain            |
| Martenroth              | Nastätten   | Grebenroth        | Hessen          | Rheingau-Taunus-Kreis | Heidenrod–Martenroth             |
| Münchenroth             | Hohenstein  | Niedermeilingen   | Rheinland-Pfalz | Rhein-Lahn-Kreis      | Diethardt–Münchenroth            |
| Nastätten               | Nastätten   | Nastätten         | Rheinland-Pfalz | Rhein-Lahn-Kreis      | Nastätten                        |
| Nauroth                 | Hohenstein  | Zorn              | Hessen          | Rheingau-Taunus-Kreis | Heidenrod–Nauroth                |
| Niederbachheim          | Nastätten   | Bachheim          | Rheinland-Pfalz | Rhein-Lahn-Kreis      | Niederbachheim                   |
| Niedermeilingen         | Hohenstein  | Niedermeilingen   | Hessen          | Rheingau-Taunus-Kreis | Heidenrod–Niedermeilingen        |
| Niedertiefenbach        | Reichenberg | Pohl              | Rheinland-Pfalz | Rhein-Lahn-Kreis      | Niedertiefenbach                 |
| Niederwallmenach        | Reichenberg | Niederwallmenach  | Rheinland-Pfalz | Rhein-Lahn-Kreis      | Niederwallmenach                 |
| Nochern                 | Reichenberg | Nochern           | Rheinland-Pfalz | Rhein-Lahn-Kreis      | Nochern                          |
| Oberbachheim            | Nastätten   | Bachheim          | Rheinland-Pfalz | Rhein-Lahn-Kreis      | Oberbachheim                     |
| Obermeilingen           | Hohenstein  | Niedermeilingen   | Hessen          | Rheingau-Taunus-Kreis | Heidenrod–Obermeilingen          |
| Obertiefenbach          | Nastätten   | Obertiefenbach    | Rheinland-Pfalz | Rhein-Lahn-Kreis      | Obertiefenbach                   |
| Oberwallmenach          | Nastätten   | Oberwallmenach    | Rheinland-Pfalz | Rhein-Lahn-Kreis      | Oberwallmenach                   |
| Oelsberg                | Reichenberg | Ruppertshofen     | Rheinland-Pfalz | Rhein-Lahn-Kreis      | Oelsberg                         |
| Patersberg              | Rheinfels   | Patersberg        | Rheinland-Pfalz | Rhein-Lahn-Kreis      | Patersberg                       |
| Pissighofen             | Reichenberg | Ruppertshofen     | Rheinland-Pfalz | Rhein-Lahn-Kreis      | Hainau (1971 umbenannt)          |
| Pohl                    | Reichenberg | Pohl              | Rheinland-Pfalz | Rhein-Lahn-Kreis      | Pohl                             |
| Ramschied               | Hohenstein  | Bärstadt          | Hessen          | Rheingau-Taunus-Kreis | Bad Schwalbach–Ramschied         |
| Reckenroth              | Hohenstein  | Laufenselden      | Rheinland-Pfalz | Rhein-Lahn-Kreis      | Reckenroth                       |
| Reichenberg             | Reichenberg | Reichenberg       | Rheinland-Pfalz | Rhein-Lahn-Kreis      | Reichenberg                      |
| Reitzenhain             | Reichenberg | Niederwallmenach  | Rheinland-Pfalz | Rhein-Lahn-Kreis      | Reitzenhain                      |
| Rettershain             | Nastätten   | Oberwallmenach    | Rheinland-Pfalz | Rhein-Lahn-Kreis      | Rettershain                      |
| Roth                    | Reichenberg | Pohl              | Rheinland-Pfalz | Rhein-Lahn-Kreis      | Roth                             |
| Ruppertshofen           | Reichenberg | Ruppertshofen     | Rheinland-Pfalz | Rhein-Lahn-Kreis      | Ruppertshofen                    |
| Sankt Goarshausen       | Rheinfels   | Sankt Goarshausen | Rheinland-Pfalz | Rhein-Lahn-Kreis      | Sankt Goarshausen                |
| Schlangenbad            | Hohenstein  | Bärstadt          | Hessen          | Rheingau-Taunus-Kreis | Schlangenbad                     |
| Springen                | Hohenstein  | Kemel             | Hessen          | Rheingau-Taunus-Kreis | Heidenrod–Springen               |
| Wambach                 | Hohenstein  | Bärstadt          | Hessen          | Rheingau-Taunus-Kreis | Schlangenbad–Wambach             |
| Watzelhain              | Hohenstein  | Kemel             | Hessen          | Rheingau-Taunus-Kreis | Heidenrod–Watzelhain             |
| Weidenbach              | Hohenstein  | Diethardt         | Rheinland-Pfalz | Rhein-Lahn-Kreis      | Weidenbach                       |
| Weyer                   | Reichenberg | Weyer             | Rheinland-Pfalz | Rhein-Lahn-Kreis      | Weyer                            |
| Winterwerb              | Nastätten   | Bachheim          | Rheinland-Pfalz | Rhein-Lahn-Kreis      | Winterwerb                       |
| Wisper                  | Hohenstein  | Kemel             | Hessen          | Rheingau-Taunus-Kreis | Heidenrod–Wisper                 |
| Zorn                    | Hohenstein  | Zorn              | Hessen          | Rheingau-Taunus-Kreis | Heidenrod–Zorn                   |